# Назаретов, Ким Аведикович
Ким Аведикович Назаретов (24 августа 1936, Ростов-на-Дону — 18 июля 1993, там же) — российский пианист, дирижёр, руководитель джазового оркестра, энтузиаст джазового образования. Первым получил звание профессора на открытой им джазовой кафедре в Ростовской консерватории им. С. В. Рахманинова. Сыграл выдающуюся роль в становлении джаза на юге России. Имел армянские корни.

## Память
- В Ростове-на-Дону создан Городской джазовый центр им. К. Назаретова.
- В 1995 году в Ростове-на-Дону была открыта детская джазовая школа им. Кима Назаретова.